# Westneuguinea
Westneuguinea oder Westpapua ist die Westhälfte der äquatornahen Insel Neuguinea, welche dem Kontinent Australien zugehörig ist. Westneuguinea ist Teil der Republik Indonesien, während die Osthälfte als Papua-Neuguinea einen eigenen Staat bildet.
Westneuguinea grenzt im Norden an den Pazifik, im Süden an die Arafurasee. Der 141. Längengrad bildet die Ostgrenze zu Papua-Neuguinea. Die 2,4 Millionen Einwohner sprechen 274 verschiedene Sprachen, die zumeist zu den Papuasprachen gezählt werden. Die traditionellen, melanesischen Bewohner bezeichnen sich als Papua. Der letzte intakte tropische Regenwald Australasiens beherbergt die größte Biodiversität außerhalb des Amazonas. Neben mehr als 4000 Meter hohen vergletscherten Bergen finden sich reiche Kupfervorkommen und die größte Goldmine der Welt. Die weltgrößten Mangrovensümpfe an der Südküste beherbergen große Erdgasvorkommen. An der Vogelkophalbinsel befindet sich eines der reichsten und besterhaltenen Korallenriffe der Welt.
Auf Indonesiens Einverleibung der vormaligen Kolonie Niederländisch-Neuguinea durch den umstrittenen Act of Free Choice von 1969 folgten zahlreiche Menschenrechtsverletzungen an der melanesischen Bevölkerung. Militärs verschleppten und ermordeten schätzungsweise über 100.000 Menschen und sind aktiv beteiligt am illegalen Holzeinschlag, der Westneuguinea zum weltgrößten Lieferanten des wertvollen Tropenholzes Merbau macht und dabei den Lebensraum der indigenen Bevölkerung zerstört. Durch Umsiedlungen und Vertreibungen ist ein großer Bevölkerungsteil heute indonesisch.
Die von Unabhängigkeitsbewegungen 1971 ausgerufene Republik Westpapua ist international nicht anerkannt.

## Benennung
Westneuguinea (deutsch auch Niederländisch-Neuguinea) war die niederländische Bezeichnung, bis 1962 die Indonesier es nach ihrer Bezeichnung für die Insel Neuguinea – Irian – Irian Barat (Westirian) nannten. 1973, bei der Eröffnung der Freeport-Mine durch Suharto, wurde die Provinz in Irian Jaya (Siegreiches Irian) umbenannt. 1999 unter zunehmenden Druck in Richtung Unabhängigkeit nannte Präsident Wahid die Provinz Papua (1. Januar 2001). Die traditionellen Bewohner nannten ihr Land 1961 Westpapua. Die Suharto-Regierung machte keine ethnischen Unterscheidungen, alle Bewohner waren Indonesier. Die Begriffe „Papua“, „Westpapua“ und „melanesisch“ waren verboten, da verbunden mit der Unabhängigkeitsbewegung die indonesische Regierung ihre Existenz nicht anerkannte.
Nach der Unterteilung Westneuguineas in die zwei Provinzen West-Irian Jaya und Papua im Jahr 2003 wird von Indonesien auch die aus dem kulturellen und religiösen Bereich stammende Bezeichnung Tanah Papua (Land Papua) verwendet, um auf Westneuguinea als Ganzes zu verweisen. Nach weiteren Aufteilungen gibt es seit 2022 sechs Papua-Provinzen.
Papua sagen, Irian stehe für Ikut Republik Indonesia Anti Nederlands – deutsch: „Folge der Republik Indonesien gegen die Niederlande“. In der Sprache der Biak stehe Irian – eigentlich: iryan – für: Die Strahlen der Sonne, die den Dunst des Meeres vertreiben.
Papua stammt von einem malaiischen Wort für „kraushaarig“, in Anlehnung an das typische Erscheinungsbild der melanesischen indigenen Bevölkerung. Der einheimische Name tauchte in europäischen Quellen erstmals mit der Ankunft des portugiesischen Seefahrers und Kapitäns António de Abreu im Jahr 1551 auf.

## Geographie

Administrative Gliederung Westneuguineas mit den Provinzen Papua (dunkelgrün) und Westpapua

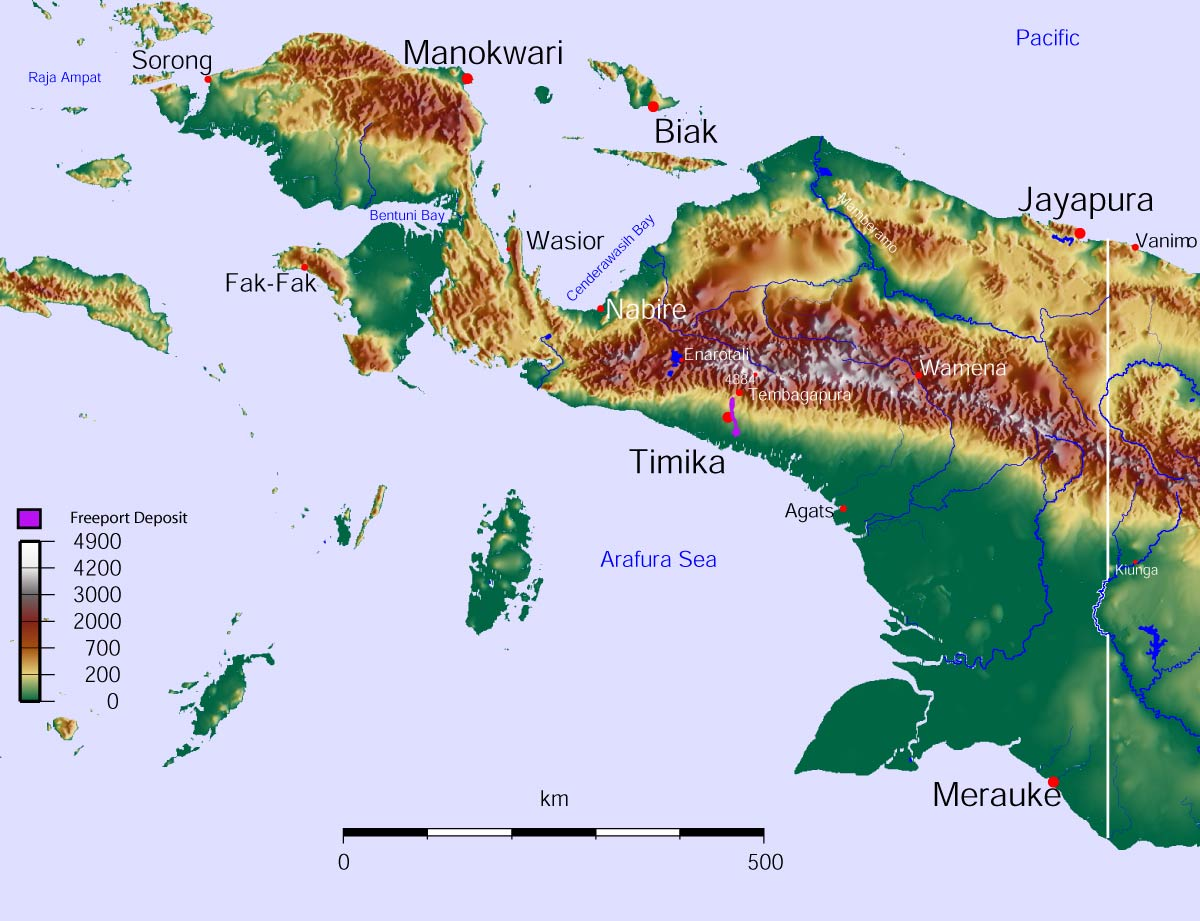
Topographie Westneuguineas

Das 421.981 km² große Westneuguinea (zum Vergleich die Fläche Deutschlands: 357.104 km²) bildet den Westteil Neuguineas, der nach Grönland zweitgrößten Insel der Welt. Wichtigste Stadt ist Jayapura.
Ursprünglich bildete ganz Westneuguinea die indonesische Provinz Westirian (indonesisch Irian Jaya). 2001 erhielt sie einen Sonderstatus als autonome Provinz Papua. 2003 erfolgte die Abspaltung von West-Irian Jaya (indonesisch Irian Jaya Barat), das seit 2007 Westpapua heißt (indonesisch Papua Barat). Nach Ansicht von Kritikern untergräbt jedoch die Abtrennung den Autonomiestatus Papuas. Aus Sicht vieler Papua regiert Indonesien wie eine Kolonialmacht. Indonesien wiederum fürchtet eine Unabhängigkeit Westneuguineas, da es den Zugang zu dessen Ressourcen verlieren würde und seine nationale Einheit bedroht sähe.
Der höchste Berg ist mit 4884 m der Puncak Jaya (indonesisch für „Siegesgipfel“), der höchste Berg Ozeaniens, der zu den höchsten Bergen der sieben Kontinente, den Seven Summits gezählt wird. Gelegen auf dem pazifischen Feuerring, gehört Westneuguinea zu den erdbebenaktivsten Zonen der Welt.
Das Gelände ist entweder sumpfig oder zerklüftet, sodass Straßenbau oft schwierig und kostspielig ist. Entsprechend ist das Straßennetz nur wenig ausgebaut. Der papuanische Dschungel gilt als der undurchdringlichste der Welt. Am meisten erschlossen sind die Küstenregionen.
Städte: Jayapura, Biak, Sorong, Manokwari, Fakfak, Merauke, Timika, Kuala Kencana, „Kupferstadt“ Tembagapura, Wamena, Nabire, Enarotali.
Die längsten Flüsse sind Mamberamo (870 km), Digul (800 km) und Waipoga (570 km). Nach häufig vorkommenden schweren Regenfällen können sie stark anschwellen.

### Vorgelagerte Inseln
Im Norden, jenseits der Cenderawasih-Bucht, finden sich die Schouten-Inseln, bestehend aus Biak mit einem internationalen Flugplatz, Numfor, Supiori und weiteren kleinen Inseln. Südlich davon liegen Yapen (auch Japen geschrieben), Num und Korridu.
Westlich der Vogelkophalbinsel liegen Waigeo, Misool, die Raja-Ampat-Inseln und Gag mit seinem Nickelvorkommen.
Südlich der Vogelkophalbinsel findet sich die kleine Insel Adi. Die benachbarten Kai- und Aru-Inseln werden nicht mehr zu Neuguinea gezählt.
Im Süden, nahe an der Grenze zu Papua-Neuguinea, liegen Yos-Sudarso und Komoran.

### Klima
Das Klima mit durchschnittlich 25 °C wird weniger von der Temperatur als von den Regenfällen bestimmt. Regen- und Trockenperioden sind wegen der zentral die Insel nord-südlich teilenden Berge regional unterschiedlich. Jährliche Niederschlagsmengen liegen typischerweise zwischen 2.000 und 4.000 mm. Einzelne Gegenden weisen bis zu 11.000 mm Regen jährlich auf. In vier Stunden können 400 mm Niederschlag fallen.

### Flora und Fauna

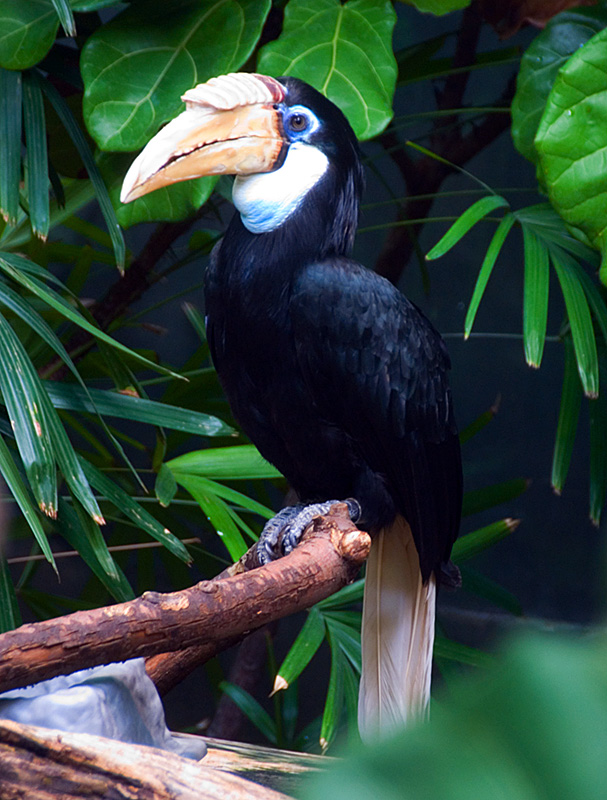
Papuahornvogel

Westneuguinea zeichnet sich – mit nur wenigen Ausnahmen – durch das grundlegende Fehlen biologischer Informationen aus. Dennoch gilt Westneuguinea als die artenreichste Gegend der Welt. Die vorhandenen Ökosysteme bieten die reichhaltigste und vielfältigste Kombination im Tropischen Pazifik: Tieflandregenwald, Bergregenwald, Subalpine Vegetationszone, Torf- und Süßwasser-Sumpfwald, Savanne und Grasland, Mangroven und Meere (unterschieden werden muss wegen der trennenden Berge die Nord- und Südhälfte des Landes sowie die etwas separate Vogelkophalbinsel). Viele Tiere und Pflanzen sind endemisch, kommen also nur hier vor.
Der im Zentrum des Korallendreiecks gelegene Archipel Raja Ampat erwies sich 2001 als eines der weltweit reichhaltigsten tropischen Korallenriffe mit über 75 % der weltweit bekannten Korallenarten und 1200 Fischarten. Westneuguinea ist auch die Heimat von 250 Süßwasserfischen. Die bekanntesten Arten gehören zu den Familien der Regenbogenfische und Blauaugen.
Im Gegensatz zur Pflanzenwelt ist die Tierwelt Neuguineas eng verwandt mit der Australiens. Östlich der Wallace-Linie ist die Abwesenheit größerer Säugetiere charakteristisch. Anstelle von Affen gibt es eine große Vielfalt an Beuteltieren, etwa 70 Arten wie zum Beispiel Kuskus, Possum, Beutelmäuse, Bandikuts, Wallabys und Baumkängurus. Von den eierlegenden Säugetieren kommt der bedrohte Langschnabeligel vor. Bekannt sind 36 Paradiesvogelarten (indonesisch: cenderawasih), der giftige Pitohui, bis 1,80 Meter große Kasuare, Krontauben, Papageien, Großfußhühner wie das Buschhuhn, 70 Fledermausarten, Leisten- und Neuguineakrokodil, Schlangen und Warane. Das Lieblingswild der Papua sind verwilderte Hausschweine. Unter den 455 Schmetterlingen zu finden sind auch sieben der großen Vogelfalter (Ornithoptera spp.).
Die einzigartige Flora zeichnet sich durch eine große Anzahl Palmenarten (Calamus, Sagopalme, Betelpalme, Nipapalme), Mangroven, Araukarien, Rhododendron, 1200 Baumarten (zum Beispiel Schraubenbäume, Katappenbaum, Kasuarinen, Merbau), Kletterpflanzen, Epiphyten, Farne und Orchideen aus. Conservation International schätzt 60 bis 90 % der Pflanzenarten als endemisch ein.
Größte Gefährdung hat der am besten zugängliche Tieflandregenwald. Die Ausweisung eines Schutzgebietes wie des großen Lorentz-Nationalparks bedeutet in Westneuguinea wenig. Straßenbau zieht illegalen Holzeinschlag nach sich. Besonders empfindlich ist die Subalpine Vegetationszone.
Erst 1995 fand der Säugetierexperte Tim Flannery das schwarz-weiße Dingiso, ein Baumkänguru, das nur in der Bergregion um die Freeport-Mine vorkommt. 2006 wurden wieder mehrere neue Tierarten bei Expeditionen von Conservation International im Fojagebirge und im Raja-Ampat Gebiet entdeckt.

## Geschichte

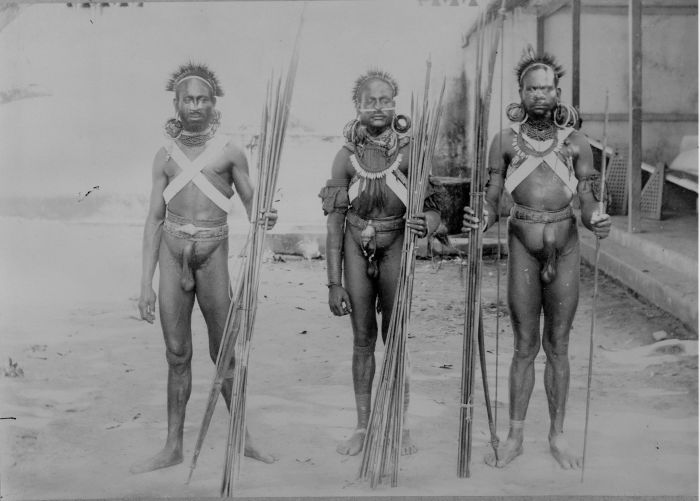
Angehörige der Kaja-Kaja aus dem Süden Westneuguineas, vor 1919

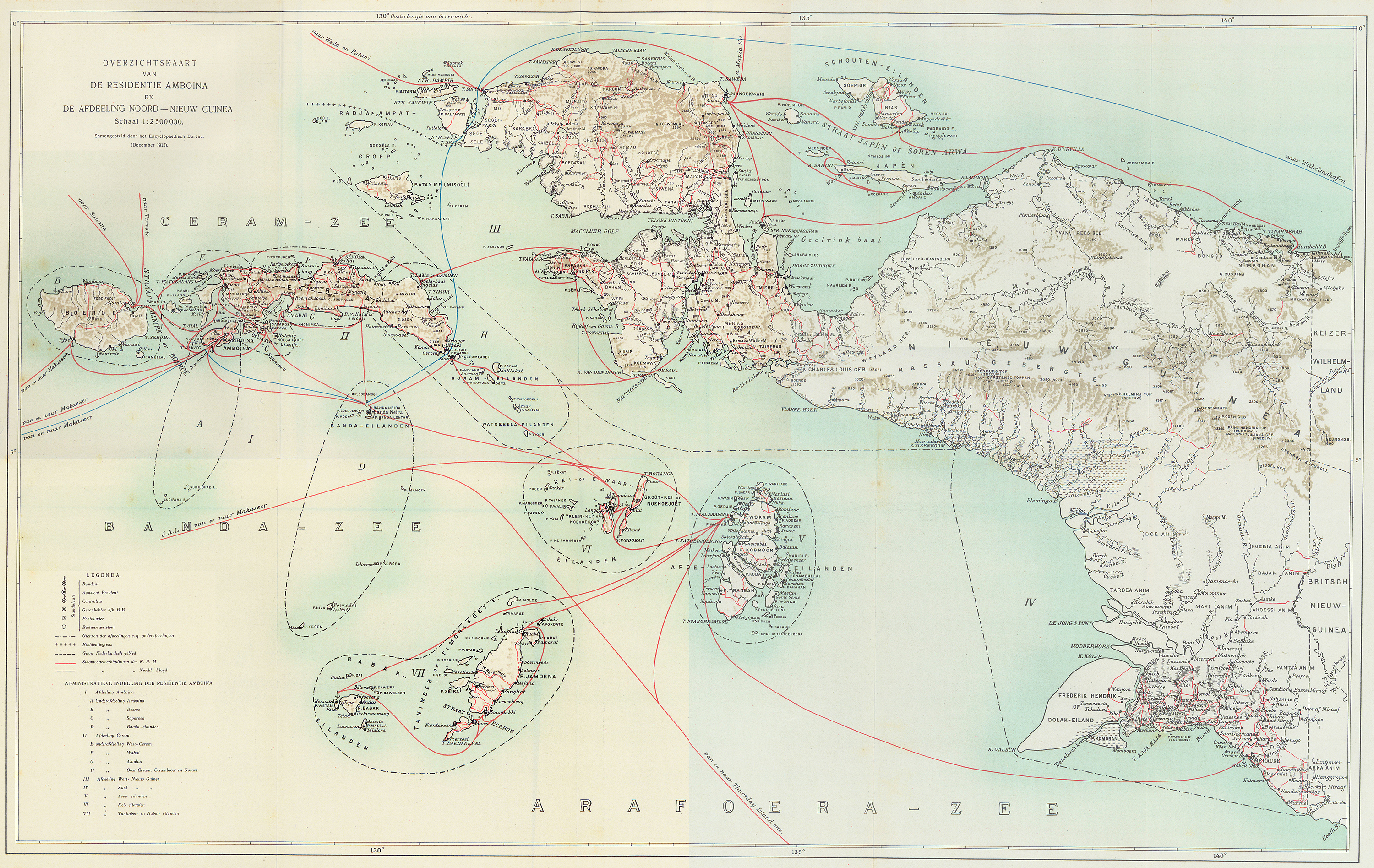
Niederländisch-Neuguinea 1916

Papua und Melanesier bewohnten die Insel seit mindestens 40.000 Jahren. Als erster Europäer erreichte der spanische Seefahrer Íñigo Ortiz de Retez 1545 das Gebiet, er segelte die Nordküste bis zur Mündung des Mamberamo entlang. Schon vor der Ankunft der ersten spanischen und portugiesischen Christen hatte das muslimische Sultanat Tidore den Westen Neuguineas beherrscht. 1660 versuchte die Niederländische Ostindien-Kompanie zunächst vergeblich, das rohstoffreiche Neuguinea zu besetzen, es folgten weitere Entdeckungs- und Erkundungsfahrten. Im 19. Jahrhundert machten die Niederlande erneut ihre Besitzansprüche auf Neuguinea geltend und nahmen am 24. August 1828 die Region unter ihre Herrschaft. Die Ostgrenze wurde entlang des 141. Längengrades festgelegt. Eine niederländische Siedlung entstand bei Fort Du Bus in der Tritonbucht. 1885 und 1895 erkannten die Briten und die Deutschen, die die Osthälfte Neuguineas 1884 besetzt und unter sich aufgeteilt hatten (das heutige Papua-Neuguinea), die Zugehörigkeit zu Niederländisch-Indien an.
Im Zweiten Weltkrieg besetzten die Japaner die Insel, wurden aber 1944 von den Alliierten vertrieben. Danach erlangten erneut die Niederländer die Herrschaft über das als Holländisch-Neuguinea bekannte Gebiet. 1949 mussten die Niederlande das übrige Indonesien in die Unabhängigkeit entlassen, behielten jedoch Westneuguinea, obschon Indonesien darauf Anspruch erhob. Als Begründung für ihr Festhalten an dem Gebiet gaben die Niederlande an, dass die melanesische Bevölkerung von derjenigen der anderen indonesischen Inseln zu verschieden sei; der tatsächliche Grund dürfte das Interesse an Erdölvorkommen gewesen sein.
1952 erhielt Westneuguinea innere Selbstverwaltung, Indonesien erneuerte seine Ansprüche. Im Oktober 1961 wurde ein Parlament, der Nieuw Guinea Raad, gebildet. Die Niederlande und die Lokalverwaltung vereinbarten die Unabhängigkeit Westneuguineas für 1970. Am 1. Dezember 1961 wurde die Morgensternflagge der Republik Westpapua zum ersten Mal öffentlich gehisst: „Großer Jubel herrschte im Land, die Menschen tanzten, sangen und feierten den Beginn einer neuen Ära.“

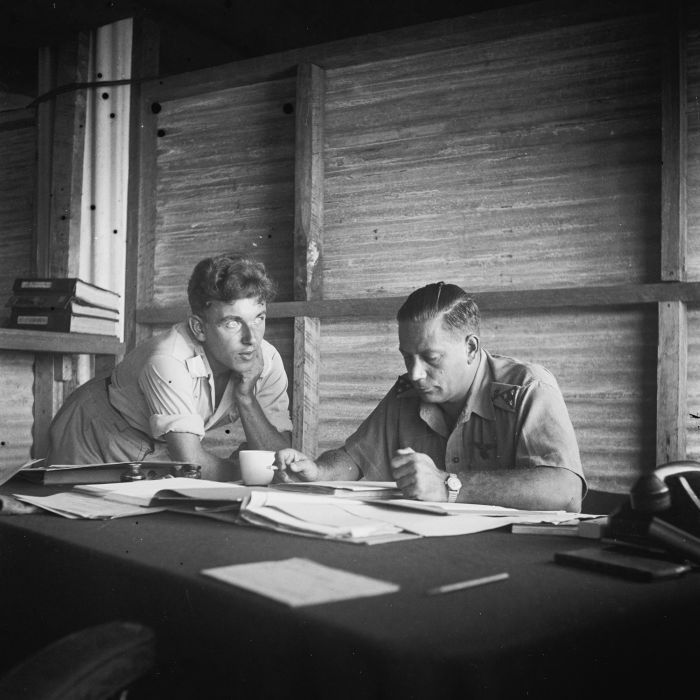
Niederländische Offiziere in Neuguinea, Ende der 1940er.

Durch die papuanischen Unabhängigkeitsbestrebungen alarmiert, versuchte Indonesien im Frühjahr 1962, auf Westneuguinea Truppen zu landen, um das Ziel eines Territorium in den Grenzen Niederländisch-Ostindiens von 1942 zu realisieren. Auf Druck der USA wurde am 15. August unter Vermittlung des US-Diplomaten Ellsworth Bunker zwischen den Niederlanden und Indonesien das New Yorker Abkommen geschlossen, welches den Übergang Westneuguineas in den indonesischen Herrschaftsbereich regelte. Die Vereinten Nationen (UNSF) übernahmen am 1. Oktober 1962 die Verwaltung des Inselteiles und übergaben es am 1. Mai 1963 an Indonesien. Kurze Zeit später begannen die ersten Umsiedlungsaktionen, welche die einheimischen Papua aus Gebieten vertreiben sollten, die für die Besiedelung durch Indonesier vorgesehen waren.
Im Jahr 1964 gründete sich die Papua-Unabhängigkeitsbewegung Organisasi Papua Merdeka (OPM), um den Willen nach politischer Selbstbestimmung gegen Indonesien durchzusetzen. Der militärische Erfolg der OPM blieb begrenzt. Es waren immer wieder die Verfehlungen der indonesischen Regierung und ihrer Militärs, die für Unmut und damit auch für Zulauf zur OPM sorgten. Ab 1965 begünstigte General Suharto den Abbau von Westneuguineas Bodenschätzen durch das US-Unternehmen Freeport. Im April 1967 erteilte er Förderlizenzen für die Gold- und Kupfermine Ertsberg-Grasberg. Freeport stemmte sich mit allen Mitteln gegen ein Unabhängigkeitsreferendum.
Der im New Yorker Abkommen vorgesehene Volksentscheid, Act of Free Choice genannt, über einen Verbleib bei Indonesien ergab im Sommer 1969 ein einstimmiges Votum für Indonesien durch eintausend ausgesuchte Wahlmänner und wird von Kritikern als Act of No Choice (Wahl ohne jede Wahl) bezeichnet. Die Wähler waren durch Geschenke und Folterandrohung beeinflusst worden, nicht Kooperationswillige wurden durch andere ersetzt. Die UNO unterstützte diesen Vorgang und sah ihre Rolle im New Yorker Abkommen als erfüllt an.
Bis heute haben über 100.000 von ehemals 700.000 Papua durch Gewalt ihr Leben verloren. Sie sind Ziel von offen rassistischen Kampagnen, an denen sich paramilitärische Gruppen, Islamisten der Front der Islamverteidiger, sowie Angehörige der Polizei und armeenahe Organisationen beteiligen. Etwa 800.000 Indonesier sind nach Westneuguinea eingewandert; Grundlage dafür ist die sogenannte Transmigrasi-Politik, die die Umsiedlung von Menschen von der dicht bevölkerten indonesischen Hauptinsel Java auf dünner besiedelte Inseln vorsieht. Auch nach der Aussetzung des umstrittenen Transmigrasi-Programms gelangen indonesische Zuwanderer auf eigene Faust auf die Insel. Die Ausrufung der unabhängigen Republik Westpapua 1971 wurde von Indonesien nicht anerkannt. 1973 wurde der Name in Irian Jaya („Siegreiches Irian“) geändert.
Am 4. Juni 2000 kam es zu einer erneuten Proklamation der Unabhängigkeit der Republik Westpapua, die erneut von Indonesien nicht anerkannt wurde. Dafür erhielt die Provinz am 1. Januar 2001 innere Autonomie. Am 10. November 2001 verschleppten und töteten Mitglieder der Kopassus-Einheiten den Unabhängigkeitsführer Theys Eluay, welcher dem Papua-Rat (PDP), der wichtigsten Unabhängigkeitsbewegung, vorstand. Sein Fahrer ist seitdem ebenfalls verschwunden. Am 7. Januar 2002 wurde die Provinz in Papua umbenannt. 2003 erfolgte schließlich unter erheblichem Protest der lokalen Bevölkerung die Aufteilung auf die zwei Provinzen Irian Jaya Barat und Papua. Nach dem speziellen Autonomiegesetz hätten die Vertreter Westpapuas konsultiert werden müssen. Dieser Alleingang Indonesiens unter Megawati Sukarnoputri wird von den Papua als Strategie des Teilens und Herrschens empfunden. Seit 2003 erhalten Journalisten keinen Zutritt mehr nach Westneuguinea, wo sich die Konkurrenzkämpfe der Militärs um lukrative Nebeneinkünfte konzentrieren. Zwischen 1963 und 1983 sollen 150.000 Papua getötet worden sein.

## Indonesische Herrschaft
Unter der niederländischen Verwaltung und ihrem ehrgeizigen Entwicklungsprogramm bis 1962 fühlten sich die Papua nicht als Kolonie. Die Indonesier dagegen demontierten nach ihrem Einmarsch 1963 überall holländische Ausrüstung und schafften sie nach Java. Bücher über Papua wurden verbrannt, das Singen von Liedern über Papua verboten. Wer Bücher über Papua besaß, wurde verdächtigt und bedroht. Die Bezeichnung Papua war verboten. Während in ganz Indonesien Rassenzugehörigkeiten genannt wurden, musste es in Westneuguinea „Indonesier aus Westirian“ heißen. Seit 2001 hat sich die Einschränkung der Presse wieder verschärft.
Die indonesische Herrschaft über Westneuguinea brachte auch die Idee einer nationalen Einheit von 250 verschiedenen und oft zerstrittenen Papua-Stämmen. Statt der in der Pancasila-Ideologie formulierten Einheit Indonesiens war das Gegenteil erreicht worden. Die Idee der Unabhängigkeit Westneuguineas ist heute wesentlich populärer, als sie es 1963 gewesen ist.

### Bedeutung Westneuguineas für Indonesien

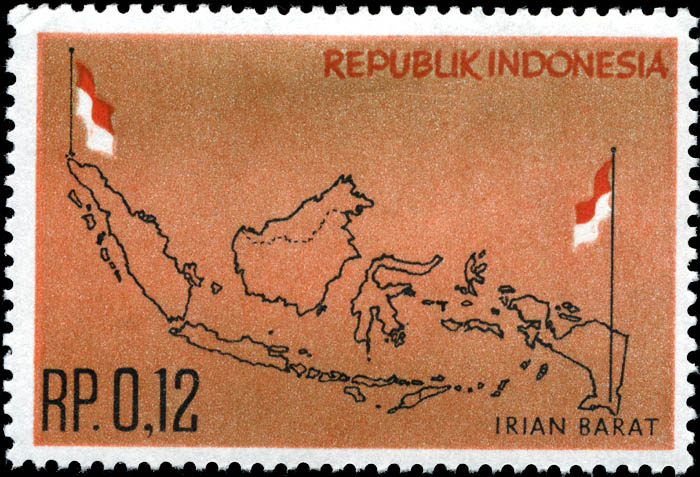
Indonesien „von Sabang bis Merauke“. Westneuguinea ist wie Aceh zentral für die Legitimität und Einheit Indonesiens. Von 1963 bis 1971 gab die indonesische Post für Westneuguinea (Irian Barat) spezielle Briefmarken heraus.

Die Formel „von Sabang bis Merauke“ steht symbolisch für den Zusammenhalt des auf zahlreiche Inseln und Völker verteilten, von verschiedenen Konflikten geschüttelten Indonesien: Alles, was in Südostasien niederländische Kolonie war, soll das von kolonialer Macht befreite Indonesien sein. Während der Verlust Osttimors als nationale Demütigung empfunden wurde, ist Papua, mit Merauke in der Formel vertreten, von weit größerer politischer, wirtschaftlicher und symbolischer Bedeutung für Indonesien. Es wird von Jakarta als integraler Bestandteil der Republik betrachtet. Anders als die Unabhängigkeit Osttimors würde der Verlust Westneuguineas vermutlich die Legitimität und Einheit des indonesischen Staates bedrohen.
Zudem befindet sich mit Freeport der größte Steuerzahler Indonesiens in Westneuguinea. Auch ein Großteil des Flüssigerdgases Indonesiens befindet sich hier. Der Gewinn aus Holzeinschlag wird auf 100 Millionen bis über eine Milliarde Dollar jährlich geschätzt.

### Militär und Polizei
Da Indonesien nie ernsthafte äußere Feinde hatte, sind innere Konflikte eine wesentliche Begründung für die Macht des indonesischen Militärs. Gleichzeitig sieht sich das Militär als Gründer des indonesischen Staates und fühlt sich diesem nicht rechenschaftspflichtig. Wenn Vergehen überhaupt bestraft werden, trifft dies höchstens niedere Ränge. Diese Straffreiheit verbunden mit der inneren Notwendigkeit militärischer Konflikte hat zu dem Effekt geführt, der als Staatsterrorismus wahrgenommen wird: Die sogenannten Sicherheitskräfte sind die eigentliche Bedrohung und Auslöser von Angst, Repression und Mord. Seit Jahrzehnten flüchten Papuas aus ihren Dörfern, wenn indonesische Militärs und die Mobile Polizeibrigade (Brimob) anrücken. Verfolgt wird eine Strategie der Erzeugung von Konflikten, der Destabilisierung und der Beseitigung jeglicher Unabhängigkeitsbestrebungen.
Die Papua-Opposition meidet militante Auseinandersetzungen und strebt stattdessen die Schaffung einer stabilen und sicheren Friedenszone an. Die gewalttätigen Konflikte der letzten Jahre wie in Wasior 2001, die Erschießung zweier US-Bürger bei der Freeport-Mine 2002 bis hin zu den Konflikten Ende 2006 in Mulia verweisen allesamt auf gezielte Provokationen durch indonesische Militärs oder von indonesischem Militär kommandierten paramilitärischen Kräften, die offiziell als Aktionen der Befreiungsbewegung OPM dargestellt werden. Der Sturz Sukarnos 1966 verlief bereits nach diesem Muster: Ein scheinbar widersinniger Angriff auf die eigenen Kräfte wurde den Kommunisten angehängt. In der folgenden großen Militäroperation konnte die starke kommunistische Partei Indonesiens komplett ausgelöscht und Sukarno aus der Macht gedrängt werden. Die Militärs haben keine Scheu, Menschenrechtsverletzungen wie in Osttimor in Westneuguinea zu wiederholen. Einzelne hohe Offiziere haben dies bereits angedroht.
| Militärkommandeure | Militärkommandeure |
| ------------------ | ------------------ |
| 2001               | Mahidin Simbolon   |
| 2003               | Nurdin Zainal      |
| 2005               | George Toisutta    |
| 2006               | Zamroni            |

Seit dem Act of Free Choice 1969 bis 1998 war Westneuguinea als „Militärisches Operationsgebiet“ unter vollständiger Kontrolle der TNI-Streitkräfte, die 1977 nicht vor dem Einsatz von Napalm zur Bombardierung von Dörfern der Baliem-Hochebene zurückschreckten. Mitte der 1990er Jahre war Westneuguinea das am stärksten militarisierte Gebiet Indonesiens. Soldaten erhielten doppelten Sold. 1998 erhielt das Gebiet den Status einer „überwachten Unruheprovinz“. Nach der Unabhängigkeit Osttimors wurden dort stationierte Einheiten nach Westneuguinea verlegt. Der frühere Polizeichef Osttimors, Timbul Silaen, wurde 2003 zum Chef der Polizei Westneuguineas ernannt. 2006 hatte sich die Anzahl der Soldaten auf über 30.000 erhöht, was mit der Sicherung der Grenze zu Papua-Neuguinea begründet wird. TNI und Kopassus kontrollieren inzwischen selbst Vanimo, die Hauptstadt der Provinz Sandaun in Papua-Neuguinea. Flüchtlinge werden nach Papua-Neuguinea verfolgt, wie mehrere 100 Studenten der Universität Jayapura (UNCEN), von denen 200 als ermordet gelten. Filmaufnahmen der geflüchteten Studenten sind in dem Film „West Papua – The secret war in Asia“ zu sehen.
Der in Westneuguinea knappe Sold hat dazu geführt, dass Militärs bei praktisch jedem lukrativen Unternehmen dabei sind, insbesondere beim illegalen Holzeinschlag (Merbau für eine Milliarde Dollar jährlich), Schmuggel geschützter Tierarten und in der Vergnügungsindustrie (Alkohol, Prostitution, Casinos). Schutzgelder werden eingefordert und zum Beispiel von Freeport reichlich bezahlt. 80 % der Einkünfte der Soldaten stammen aus solchen illegalen Aktivitäten. Oft kommt es zu gewalttätigen Rivalitäten um lukrative Ressourcen. Um die reiche Freeport-Mine in der Timika-Region haben sich diese militärischen und Polizei-Aktivitäten und Rivalitäten besonders verdichtet.

### Menschenrechte
„Ein indonesischer Soldat kann einen Papua zu jeder Zeit, an jedem Ort, aus jedem beliebigen Grund ungestraft töten.“

Die Repression ist geringer als in den 1960er, 1970er und Anfang der 1980er Jahre. Mord, Folter und Verhaftungen sind jedoch nach wie vor an der Tagesordnung. Wie viele Todesopfer die Übernahme Westneuguineas durch Indonesien kostete, ist nicht genau bekannt. Häufig wird die Schätzung von 100.000 Toten angegeben. Nach der Absetzung von Präsident Wahid im August 2001 endete der 1999 begonnene kurze politische „Frühling“ und die Menschenrechtslage verschlechterte sich erneut.
Während einige Berichte wie der Yale Report 2003 oder eine Studie der Universität Sydney 2005 von Völkermord sprechen, meint die International Crisis Group, dass die „Kultur der Straflosigkeit“ die Militärs zu übermäßigen Gewaltreaktionen veranlasst hat. Einige Papua behaupten, die Situation sei schlimmer als in Osttimor, da die Bildung der Papua gering ist und durch das zergliederte, unzugängliche Terrain das Militär leicht in einem Tal einen der 250 Stämme auslöschen kann und dies nicht einmal bemerkt wird. Kuegler schreibt, dass es sich bei den Vorfällen in Wasior 2001 (s. u.) nach indonesischen Gesetzen um Völkermord handelt.
Angriffe auf die Sicherheitskräfte werden mit strengen Vergeltungsmaßnahmen an der Zivilbevölkerung geahndet. Oft sind ganze Dörfer auf der Flucht. Straffrei und unbeobachtet schießt das Militär aber auch schnell auf Papua, die es wagen, gegen Holzeinschlag auf ihrem Besitz zu protestieren. In Wasior hatten 2001 Militärs vereinbarte Holzeinschlagrechte nach vier Jahren noch nicht bezahlt. Es kam zu Kritik der Papua und zu Rivalitäten zwischen Militär und der Brimop-Spezialeinheit der Polizei, die sich auch gegen die Papua richteten. Ein Anwalt und ein papuanischer Regierungsmitarbeiter wurden gefoltert. Ein Lehrer starb unter der Folter. Berichtet wurde, dass die Brimob ein siebenjähriges Kind köpften und seine schwangere Mutter brutal ermordeten. 5000 Menschen befanden sich auf der Flucht.
Im August 2002 wurden auf der vom Militär kontrollierten privaten Zugangsstraße zur Freeport-Mine zwei US-Amerikaner und ein Indonesier getötet. Trotz FBI-Hilfe wurde das Verbrechen nicht aufgeklärt, und es gibt Gerüchte über die Urheberschaft des Militärs, um Schutzgeldzahlungen einzufordern. Ende 2001 wurde der Papua-Führer Theys Eluay von Kopassus-Soldaten ermordet, obwohl er mit Militärs befreundet war. Die zu ein bis dreieinhalb Jahren Freiheitsentzug verurteilten Soldaten bezeichnete der Generalstabschef der indonesischen Armee öffentlich als Helden. Theys Eluay wurde zum Symbol des gesetzlosen Handelns des Militärs, das jeden Papua bedroht.
Selbst die Kirchenleiter der Evangelischen Kirche Papuas fürchten, „abgeschlachtet“ oder entführt zu werden. Sie stehen auf Todeslisten und werden vom Indonesischen Geheimdienst observiert. Pastor Herman Awom, Mitglied des Papua-Rates und Stellvertretender Vorsitzender der Evangelischen Kirche, ist schon mehrmals entführt worden. Zwischen 2002 und 2005 hat das indonesische Militär 23 Kirchen abgebrannt. Ein Pastor wurde von Soldaten beschuldigt, Mitglied der OPM zu sein, und getötet. Sabine Kuegler berichtete 2006, dass bei nächtlichen Stromausfällen Leute spurlos verschwinden. Die Menschen werden schnell und professionell getötet, die Leichen sind nicht auffindbar. Die Täter haben aus Osttimor gelernt, keine Spuren, wie etwa Massengräber, zu hinterlassen. Fischer haben stattdessen zerstückelte Leichen im Meer gefunden.
Ausländische Menschenrechtsorganisationen werden seit 2003 von Indonesien nicht mehr nach Westneuguinea gelassen. Auch das Flüchtlingskommissariat der Vereinten Nationen UNHCR erhält keinen Zutritt. 2002 betrug die Prämie für die Exekution eines Unabhängigkeitsaktivisten 240 Euro.

### Flagge

Die verbotene Morgensternflagge

Die noch vor dem New Yorker Abkommen vom Ersten Papuakongress am 19. Oktober 1961 gewählte Flagge wird Morgenstern (Bintang Kejora, niederländisch Morgenster) genannt und besteht aus einem weißen Stern auf rotem Grund mit blauen und weißen horizontalen Streifen im Flugteil. Diese Flagge wurde 1961 gemeinsam mit der niederländischen Regierung als Symbol und erster Schritt zur geplanten Selbstregierung der Papua-Bevölkerung eingeführt. Nach dem öffentlichen Hissen am 1. Dezember 1961 begriffen die indonesischen Nationalisten die drohende Unabhängigkeit Papuas, die die Idee der Einheit Indonesiens von Sabang in Aceh bis Merauke in Westneuguinea gefährdete. Der Zusammenhalt des Vielvölkerstaates war in Gefahr. In der Trikora-Rede am 19. Dezember gab Sukarno den „Befehl zur Befreiung Westirians“, der letztlich 1962 zum New Yorker Abkommen führte. Unter der Suharto-Regierung hatte das Hissen der Flagge Gefangenschaft, Folter oder Tod zur Folge. Auch seit dem Ende der Regierung Wahids ist das Zeigen des Morgensterns wieder lebensgefährlich geworden, wird als Hochverrat angesehen und mit Freiheitsentzug bis zu 20 Jahren bestraft. Der 1. Dezember symbolisiert seit 1963 für die Papua den Wunsch nach Beendigung der indonesischen Herrschaft. Indonesien realisierte aus Sicht der Papua keine befreiende Dekolonisation, sondern herrscht als neue Kolonialmacht.

### Merdeka
Für Indonesien zentral ist die Befreiung von der niederländischen Kolonialherrschaft. „Befreiung“ – indonesisch Merdeka – kann auch mit „Freiheit“ oder „Unabhängigkeit“ übersetzt werden. „Indonesia merdeka, dari Sabang sampai Merauke“ (ein freies Indonesien von Sabang bis Merauke) war ein Slogan der indonesischen Revolution 1945–1949. Der indonesische Präsidentenpalast trägt den Namen Merdeka. In der Trikora-Rede 1961 gab Sukarno den „Befehl zur Befreiung West Irians“.
In Westneuguinea dagegen wird der Begriff Merdeka nicht für die Einheit Indonesiens verwendet. Die Papuanische Bewegung der Unabhängigkeit von Indonesien (Organisation Papua Merdeka) hat ihn im Namen, und beim Hissen der verbotenen Morgenstern-Flagge wird Merdeka gerufen.

### Außenbeziehungen
Schon 1962 war erfolgreiche indonesische Außenpolitik der Schlüssel zur Eroberung Westneuguineas. Während die militärischen Angriffe gegen die Niederlande wenig Erfolg zeigten, gaben die Niederländer ihre Pläne der Unabhängigkeit Westneuguineas sehr schnell auf, als die USA den indonesischen Anspruch auf Westneuguinea unterstützten.
Die 1994 gegründete US-Indonesische Gesellschaft sagt von sich selbst, sie sei eine Nichtregierungsorganisation, ist jedoch von Großkonzernen wie Texaco, Mobile, General Electric, Chevron, American Express und Freeport dominiert. Mitglieder sind aus der indonesischen Elite sowie Botschafter und andere Spitzenbeamte. Ende 2005 konnte ein Gesetzentwurf im US-Kongress verhindert werden, der sich mit der Gültigkeit des Act of Free Choice von 1969 und der Sonderautonomie Westneuguineas beschäftigen sollte (HR 2601).
Freeport ist nicht nur reicher Steuerzahler, sondern war mit seinen guten Kontakten in Washington von Anfang an ein Lieblingskind der Suharto-Regierung und machte internationale Lobbyarbeit für Indonesien, um nach den Enteignungen internationaler Konzerne und dem Blutbad von 1965 ausländisches Kapital ins Land zu holen und Indonesien internationale Anerkennung zu verschaffen.
Henry Kissinger war laut 2002 veröffentlichten Geheimdokumenten sowohl 1969 beim Act of Free Choice hilfreich als auch beim Einmarsch Indonesiens in Osttimor 1975. Später war der frühere US-Außenminister Vorstandsmitglied bei Freeport und verhinderte kritische Untersuchungen durch Präsident Abdurrahman Wahid bezüglich Freeports Umweltverschmutzung in Westneuguinea durch die Grasberg-Mine und ihren gewaltigen Abraum.
Auf Druck Indonesiens hat Australien die OPM als Terroristische Organisation eingestuft, was Australiern und Papua, die sich für eine friedliche Konfliktregelung einsetzen, erschwert, öffentlich zu arbeiten. Australien unterstützt offiziell die indonesische Linie. Nur kleine Teile der australischen Opposition unterstützen eine friedliche Lösung des Westpapuakonfliktes.

### Internationale Isolierung
Indonesien betreibt seit Jahrzehnten gegenüber ausländischen Kritikern das Prinzip der Zwangsausweisung Cekal (cegah tangkal: Listen der Einwanderungsbehörde, welche Indonesier das Land nicht verlassen und welche Ausländer das Land nicht betreten dürfen). Daher haben sich alle internationalen Vertreter und Organisationen, die mit Indonesien kooperieren möchten, angewöhnt, zu schweigen. Das betrifft auch den Vatikan. Auch Deutschland exportiert Rüstungsgüter und half bei technologischen Großprojekten wie dem umstrittenen Staudammbau am Mamberamo (gestoppt aus finanziellen Gründen), ohne Kritik zu üben.
Aufgrund mangelnder kritischer Informationen können sich von staatlicher Seite in Umlauf gesetzte Gerüchte schnell verbreiten und die gesellschaftliche Stimmung stark beeinflussen. Öffentliche Desinformation ist traditionell eine Grundlage indonesischer Innenpolitik.
Insbesondere Westneuguinea wird seit Jahren durch Indonesien vom Ausland isoliert. Ins Land darf nur, wer Geschäfte mit der indonesischen Regierung oder dem Militär betreibt oder als Tourist sich an strenge Auflagen hält: eine Aufenthaltsgenehmigung mit genauer Reiseroute (surat jalan) beantragt und sich unterwegs bei jeder Polizeistation meldet. Keine Einreiseerlaubnis erhalten ausländische Journalisten und Medien, UN-Organisationen (konkret UNHCR), internationale Menschenrechtsorganisationen und Umweltschutzorganisationen. Auch Diplomaten berichten, dass ihnen der Besuch Westneuguineas jahrelang durch Jakarta verboten wurde. Nach mehrjähriger Berichterstattung über Westneuguinea und Aceh wurde 2004 die International Crisis Group ausgewiesen.
Die bisher nicht verbotenen Kirchen sind daher momentan das wichtigste Bindeglied für die Papua zum Ausland.
Mit ihrem Buch Dschungelkind avancierte die in Papua aufgewachsene Sabine Kuegler 2005 zur Bestsellerautorin. Kritisiert wegen der fehlenden Darstellung der politischen Situation, fuhr Kuegler 2006 nach Westneuguinea, traf sich heimlich mit verbotenen Gruppierungen (einige dieser Menschen wurden kurz darauf ermordet), notierte Augenzeugenberichte und publizierte anschließend das Buch Ruf des Dschungels. Eine erneute Einreise nach Westneuguinea ist Kuegler nicht mehr gestattet.

### Korruption
Korruption ist weit verbreitet in Asien. Besonders in der Suharto-Zeit galt Indonesien viele Jahre als das korrupteste Land Asiens und wird von Transparency International unter den korruptesten Nationen der Welt gelistet. Die Region mit der höchsten Korruption in Indonesien ist Westneuguinea. Korruption, Kollusion und Nepotismus, abgekürzt als KKN bekannt, waren lange akzeptierter Bestandteil der indonesischen Machtausübung und Wirtschaftskultur. Sie wurden von Indonesiern und ihren Militärs nach Westneuguinea gebracht und haben sich unter mit Ämtern betrauten Papuas verbreitet. Bis 1997 deckte die Weltbank die indonesische Korruption und gestattete die Fälschung ihrer einflussreichen Länderberichte.
Ebenso ist die indonesische Justiz auf jeder Stufe des Rechtsprozesses, von der Polizei über die Staatsanwaltschaft bis zu den Richtern, von Korruption durchsetzt. Wie bei den Militärs, werden nicht für den Lebensunterhalt ausreichende Bezüge durch Bestechungsgelder aufgebessert. Häufig treffen Richter Absprachen mit Staatsanwälten, die es den Richtern leicht machen, einen Angeklagten freizusprechen. Das indonesische Rechtssystem versagt insbesondere bei der Verfolgung von Menschenrechtsverletzungen und unterstützt die Kultur der Straflosigkeit.
Ingo Wandelt schreibt über das indonesische Militär:

„Wohl und Sicherheit sind zur Ware verkommen. Die Bevölkerung weiß, dass die Streitkräfte käuflich sind und dass man sie kaufen muss, will man persönliche Sicherheit gewährleisten.“

Freeport hat sich immer an diese Regel gehalten und nachweislich bereits Millionen in die Sicherheitskräfte der Timika-Region investiert.

### Justizwesen
Vor Gericht gestellte Papua erwarten keine rechtsstaatlichen Prozesse. Verhandlungen finden typischerweise in einer Atmosphäre von Einschüchterung, Angst und Repression statt. Angeklagte in Polizeigewahrsam werden häufig von den indonesischen „Sicherheitskräften“ gefoltert und unter Druck gesetzt, um zum Beispiel falsche Geständnisse zu erpressen. Der Kontakt mit Anwälten wird systematisch verhindert. Erst mit Hilfe von internationalem Druck werden von den Angeklagten gewählte Rechtsanwälte zugelassen und ist es möglich, dass die Anwälte Fragen stellen können und ihre Plädoyers zu Ende lesen dürfen.
Zeugen werden ebenfalls bedroht und eingeschüchtert. Auf einen Zeugen im Mordfall Theys Eluay wurde von einem indonesischen Sicherheitsbeamten ein Mordanschlag verübt. 2006 überfielen Polizisten eine Gruppe von Zeugen nach einer Gerichtsverhandlung und störten selbst die medizinische Behandlung von Verletzten. Zeugen verstecken sich daher oder gehen auf die Flucht, da sie Schlimmstes für sich und ihre Familien befürchten.

## Bevölkerung

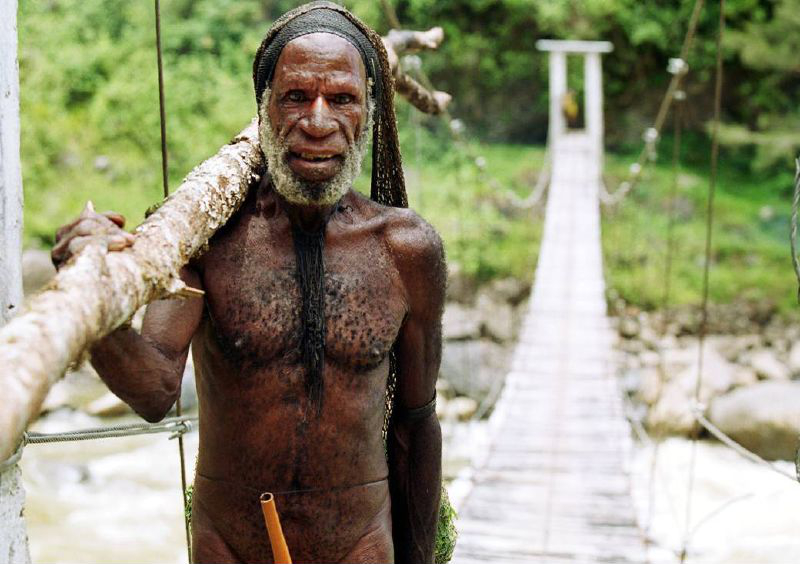
Mann im Baliem-Tal

Die Bevölkerungsdichte ist mit etwa sechs Einwohner/km² vergleichsweise niedrig, entspricht aber der Subsistenzwirtschaft der traditionellen Einwohner, von denen einige noch Jäger und Sammler sind und keine Landwirtschaft betreiben. Die einheimische Bevölkerung besteht heute nur zum kleineren Teil aus Papua, Einwanderer aus dem Rest Indonesiens sind in der Mehrheit.

### Volksgruppen und Sprachen
Auf Neuguinea sind etwa 300 indigene Völker ansässig, die über 200.000 Personen zählen, einige wenige gelten noch als unkontaktierte Gruppen. In Westneuguinea gibt es hunderte von Gruppen mit über 250 unterschiedlichen Sprachen (Papua-Sprachen und austronesische Sprachen), die sich weit überwiegend als Jäger und Sammler ernähren. Bekannter sind die Dani, die Asmat und die Fayu sowie wegen wiederkehrender Konflikte mit der Grasberg-Mine die Kamoro und Amungme. In den 1970er Jahren wurden im West Irian Projekt der Deutschen Forschungsgemeinschaft unter anderem die im Bergland lebenden Eipo und Mek erforscht.
In einer besonders schwer zugänglichen sumpfigen und waldreichen Region in Irian Jaya, leben kleine Gruppen von Jägern und Sammlern, die sich unter anderem durch ihre ungewöhnlichen Behausungen auszeichnen. Die Kopkapka, Kombai und Korowai wohnen in Baumhäusern bis zu 20 Meter – in Einzelfällen sogar bis zu 50 Meter – über dem Erdboden. Es gibt nur noch einige hundert Menschen, die diesem traditionellen Lebensstil nachgehen.
Die indigene Bevölkerung schwebt zu Teilen in Gefahr, da die Regierung in Jakarta Konzessionen für den Holzeinschlag und für den Minenbau ausgibt und damit die ortsansässige Bevölkerung zur Vertreibung seitens der Konzessionsnehmer preisgibt. Letztere gehen so vor, dass sie Methoden der Schmiergeldzahlung, Korruption und/oder Erpressung durch bewaffnete Einheiten des indonesischen Militärs für sich in Anspruch nehmen. Auch Angehörige von anderen berüchtigten Spezialeinheiten bezahlen die Machenschaften.
Im Jahr 2002 lebten etwa 1.242.000 Einheimische und 1.146.000 Zuwanderer in Westpapua. Fast die Hälfte der Gesamtbevölkerung besteht aus Migranten und deren Nachkommen. 73 Prozent der Gesamtbevölkerung leben auf dem Land. Die Zuwanderer sind meist in den Städten und ihrem Hinterland konzentriert. Der Anteil der Papua an der städtischen Bevölkerung wird auf weniger als 20 Prozent geschätzt. Zuwanderer aus anderen Teilen Indonesiens lassen sich an ihrer gelblich bis mittelbraunen Hautfarbe und meist glattem Haar erkennen, während die Papua eine dunkelbraune bis schwarze Hautfarbe und Kraushaar haben. Die Verkehrssprache ist Indonesisch.
Die Lebenserwartung der Papua beträgt 40 bis 45 Jahre. Im Hochland erleben die meisten Papua das 45. Lebensjahr nicht. Die Kindersterblichkeit ist sehr hoch. 2006 hatte Westneuguinea die höchste Rate an HIV-Infektionen (AIDS) in Indonesien. Mit 49 Aids-Fällen auf 100.000 Einwohner ist die Rate doppelt so hoch wie in Jakarta und beträgt beinahe das zwanzigfache des nationalen Durchschnitts (2,6). Nach Malaria ist Tuberkulose die zweithäufigste Krankheit.
Zur Geringschätzung der Papua schreibt Müller:

„Papua sind in Indonesien ‚Bürger zweiter Klasse‘ – Gerechtigkeit gegenüber und Gleichbehandlung von Papua sind nicht immer gegeben. Seitens der Indonesier, die von außerhalb Papuas stammen, herrscht vielfach Rassismus gegenüber den Papua. Sie werden als minderwertig, primitiv und dumm angesehen. Zum einen hat das mit der schwarzen Hautfarbe der Papua zu tun. Das indonesische Ideal ist, eine helle Hautfarbe zu haben. Deshalb rangieren Papua ganz unten in der Werteskala. Zum anderen hängt ihnen der Geruch des Primitiven an, weil viele Papua im Hochland auf Steinzeitniveau und so gut wie unbekleidet leben. Im Vergleich zur javanesischen Kultur sind Papua meist direkter und werden deshalb als grob angesehen. Die geringe Beherrschung moderner Kulturfertigkeiten und die häufig schlechtere Schulausbildung von Papua führen zu dem Vorurteil, dass sie dumm seien. Aber scheinbar selbst da, wo Papua gut ausgebildet sind, werden sie als dumm angesehen. […] Aufgrund der geringen Wertschätzung gegenüber den Papua liegt auch die Hemmschwelle im Hinblick auf die Bereitschaft zu Menschenrechtsverletzungen durch die indonesische Regierung niedrig.“

### Religionen
In Westneuguinea gibt es bis zu 250 verschiedene Gruppen von Völkern, die sich nochmal in 100 verschiedene ethnische Religionsgruppen unterteilen. Aufgrund der Transmigrasi-Politik der indonesischen Zentralregierung und der darauf abzielenden Immigration zahlreicher Nicht-Papua nimmt die Zahl der einheimischen Religionen jedoch ab, der Anteil des Islam hingegen nimmt seit den letzten Jahrzehnten stark zu (zumindest in der Statistik). Sunnitische Muslime machen mittlerweile 21 % der Bevölkerung Westneuguineas aus. Des Weiteren gibt es sehr kleine Minderheiten von Buddhisten und Hindus.
Das indonesische Militär soll auch mit Milizen muslimischer Siedler aus Java („Laskar Jihad“) zusammenarbeiten.
(Weitere Informationen zu den indigenen Glaubensvorstellungen siehe unter: Indigene Religionen in Papua-Neuguinea)

#### Missionierung
Am 5. Februar 1855 landeten die beiden Deutschen Carl Wilhelm Ottow und Johann Gottlob Geißler als erste Missionare im Gebiet Niederländisch-Neuguineas auf der Insel Mansinam. Rund um Ottows Grab entstand später die erste Stadt Neuguineas: Manokwari. Christen stellen heute mit 78 % die Mehrheit, davon 54 % protestantisch und 24 % katholisch. 21 % sind Muslime, meist Einwanderer aus Java. Daneben gibt es vereinzelt Hindus und Buddhisten. Animistische Praktiken und Traditionen sind weitverbreitet. Ein großer Teil der Bevölkerung wurde nur oberflächlich christianisiert. Als entscheidendes Moment für den Siegeszug des Christentums in Westneuguinea gilt der „Schweinekult“ – die große Bedeutung der Schweine in der Kultur der Papua.
Benny Giay zum Cargokult:

„Der Begriff ‚Cargoismus‘ stammt von westlichen Sozialwissenschaftlern und Missionaren, ist aber abgeleitet von einem Traum der Papuas auf eine bessere Zukunft. Die Menschen hier stellen sich Geschichte als Abfolge von Epochen vor. Als die Missionare im Hochland mit Flugzeugen eintrafen, brachten sie viele Güter mit, und die Leute dachten: Ah, eine neue Epoche bricht an, mit einem Überfluss an Waren, an Luftfracht: ‚Cargo.‘

So entstand dieser Begriff: Die Missionare kamen immer mit Cargo. Religion kann man ja nicht sehen, nur in Reflexion dessen, was Menschen tun, was sie besitzen. Und unsere Leute dachten, dieser Christengott ist irgendwie verbunden mit materiellen Gütern. Wenn wir ihm folgen, werden wir wie diese Missionare sein. Deswegen wurden die Meisten Christen. Später waren sie dann enttäuscht, denn sie wurden natürlich nicht reich wie weiße Missionare. Daraufhin begannen sie ihre eigenen Theorien zu entwickeln. Auf der Basis ihrer alten Annahme, dass eine neue Ära anbrechen würde, dachten sie nun, die Missionare enthielten ihnen einen Teil der neuen Religion vor: jenen, der mit Gütern zu tun hatte. Es schien ein Geheimnis zu geben, das sie uns nicht verraten wollten.

Amerikanische Missionare betrachten uns nun leider nur unter diesem Aspekt. Das ist nicht fair: die Wahrheit ist doch, dass die Kirche, die Mission uns Zugang zu anderen Aspekten des Wissens verweigert hat. Sie hat uns Bibeln gebracht und uns dann zurückgelassen, damit die Indonesier uns umbringen […]

Ich denke, auf diese Weise schickt man uns zur Hölle.“

#### Kirchen heute

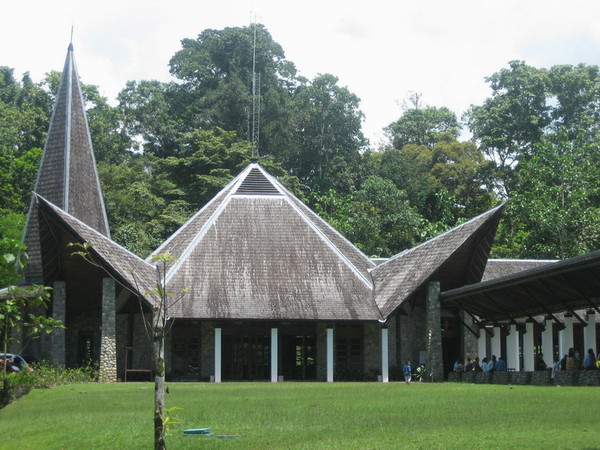
Kirche in Kualakencana

Bekannte Persönlichkeiten der Kirchen Papuas sind zum Beispiel Benny Giay, Hermann Saud, Herman Awom und Neles Tebay.

## Kultur

### Verbundensein mit den Ahnen
Was Gunter Konrad über die Asmat schreibt, ist typisch für die Stämme Papuas:

„In der Auffassung der Asmat existiert der Mensch im irdischen Dasein niemals isoliert, auf sich allein gestellt. Er ist untrennbar mit der Welt der Ahnen verbunden, einem unendlichen Reservoir von Mächten. Je enger er diese Verbindung zu dieser anderen Welt knüpfen kann, um so größer ist seine Kraft und seine Sicherheit, einen erfolgreichen Lebensweg zu gehen. Dies ist der Schlüssel zu einer Sphäre eines religiösen Gefühls, das den Asmat das Bewusstsein verleiht, einen festen Platz in der Welt zu besitzen. Aus dem Bestreben heraus, die Beziehungen zwischen der Welt der Irdischen und jener der Ahnen zu intensivieren, greift er zu Reliquien und schöpft Kraft aus ihnen. Er schläft mit dem Ahnenschädel unter dem Kopf oder hat den Halswirbel als Amulett um den Hals hängen.“

Die Schnitzkunst der Asmat hat hier ihre Wurzeln. Das Dingiso-Baumkänguru, das nur in Westneuguinea vorkommt, wird von den Moni als einer ihrer Ahnen angesehen und daher nicht gejagt. Die Fayu nahmen die Toten gar mit in ihre Hütten und ließen sie dort verwesen. Stolz wurden dem Besucher die Ahnen anhand ihrer Knochen vorgestellt.

### Musik
Die traditionelle Musik der ganzen Insel gliedert sich in eine sakrale Musik, die unverzichtbarer Bestandteil kultischer Rituale ist, und in Lieder und Instrumentalstücke, die zur Unterhaltung dienen. Die sakrale Musik ist in ihrem für die Kultur wesentlichen Teil geheim, sie darf nur von initiierten Männern gespielt und gehört werden. Weit verbreitet sind sanduhrförmige Trommeln (Kundu), Schlitztrommeln (Garamut) und Bambusflöten. Zusammen mit dem Verbot vieler Rituale und der Einführung des Christentums haben Einflüsse westlicher und indonesischer Popmusik im 20. Jahrhundert einen großen Teil der traditionellen Musik zerstört oder verändert. Heute sind akustische und E-Gitarren die Hauptinstrumente der öffentlich auftretenden Pop-Bands.

### Medien
Die beherrschende Tageszeitung ist die Cenderawasih Pos. Die dem Militär nahestehende Zeitung hat sich einer Selbstzensur unterworfen. Wöchentlich erscheint in Jayapura die kritische Tifa Irian.
Seit 2003 werden keine ausländischen Journalisten mehr ins Land gelassen, damit „Einheit und Zusammenhalt Indonesiens nicht gefährdet sind“, so die offizielle Begründung. Einige Korrespondenten aus Jakarta haben die Einreiseerlaubnis erhalten, dürfen aber nicht über Politik und Menschenrechtsfragen berichten. Verteidigungsminister Juwono Sudarsono begründet das Verbot aller ausländischen Medien, Kirchen und Nichtregierungsorganisationen aus Sorge, dass ihre Anwesenheit in Westneuguinea „zu Menschenrechtskampagnen ermutigen würde“.
Zu einem indonesischen Journalisten sagten Militärs:

„Machst du ein Problem? Wir töten dich – kein Problem!“

## Wirtschaft
| Transportprobleme | Transportprobleme |
| --- | ----------------- |
| Kein Land der Erde verfügt über mehr Flugpisten oder mehr Fluggesellschaften pro Kopf der Bevölkerung als der Welt zweitgrößte Insel. Nirgendwo liegen die Ticketpreise höher, und vermutlich sind die Flugpisten auch nirgendwo in schlechterem Zustand. „Du kommst ohne Flieger nirgendwo hin. Post geht per Flieger. Medikamente, Kranke, Regierungsbeamte, Lebensmittel, Baumaterialien, nenn, was du willst, es muss geflogen werden. Die Bevölkerungsdichte ist aber dermaßen niedrig, dass keine gewerbliche Fluggesellschaft solche Leistungen erbringen könnte: wir sprechen von dem Erhalt einer 350 Meter langen Piste und der Bereitstellung eines Fliegers für Regionen, in denen gerade mal 2000 Menschen leben. Da ist nichts zu verdienen …“ |                   |

Die indigenen Stammesvölker betreiben Subsistenzwirtschaft – verbreitet ist der Anbau von Süßkartoffeln – oder sind gar Jäger und Sammler wie die Fayu. Typisches Zahlungsmittel zum Beispiel für Brautpreise sind Wildschweine. Gemüseproduktion für Märkte ist die Ausnahme (Wamena) und scheitert häufig ebenso wie der Verkauf von Fisch (zum Beispiel Kamoro in Timika) an Transportproblemen. In den traditionellen Kulturen Papuas wird Eigentum nicht vererbt, sondern verteilt.
In Westneuguinea gibt es kein durchgängiges Straßensystem. Von dem 16.000 km langen Straßennetz waren 2000 lediglich 25 Prozent asphaltiert. Viele Gebiete können nur per Flugzeug erreicht werden. Der Schiffsverkehr entlang der Küsten, ausgenommen die größeren Häfen, ist spärlich verglichen mit der Zeit bis Mitte der 1960er Jahre. Durch die schlechte Erreichbarkeit sind die Produktionskosten im Vergleich mit anderen Gebieten Indonesiens hoch. Woanders ist es billiger, tropische Landwirtschaft kommerziell zu betreiben. Es gibt nur einen kleinen Agrarbusiness-Sektor, beispielsweise Ölpalmenplantagen. Vor allem in Transmigrationsgebieten versorgen Kleinbauern die Märkte mit landwirtschaftlichen Produkten.
Kleinhandwerk, Kleinhandel, Transport, Klein- und Straßenrestaurants werden von indonesischen Einwanderern beherrscht. Die großen und größeren Privatunternehmen werden meist von Indonesiern chinesischer Abstammung geführt. Wenige Papua sind wirkliche Unternehmer. Unter den Arbeitern und Angestellten sind Papua meist nur auf den unteren Ebenen zu finden. Nur Vorzeigepositionen wie das Amt des Gouverneurs sind häufiger mit Papuas besetzt.

„Im Jahr 2004 startete die evangelische Synode eine Wirtschaftskooperative am Mamberamo-Fluss. Sie errichtete ein kleines Flugfeld und entsandte einen Pfarrer, der den Einwohnern beibrachte, ihren Fisch zu vermarkten. Bis dahin hatten Indonesier den Handel kontrolliert.
Das Projekt trug Anfang 2005 Früchte, im April mussten die Indonesier ihren Geschäftsbetrieb einstellen. Sie haben daraufhin zehn Militärs eingeladen und den Pfarrer beschuldigt, Terrorist zu sein. Die Militärs haben das Gebäude der Kooperative zerstört, die Kirche, das Haus des Pfarrers und haben ihn und seine Frau bedroht. Die Kooperative wurde eingestellt, der Handel wird jetzt wieder von Indonesiern kontrolliert.“

Das Pro-Kopf-Bruttoinlandsprodukt Westneuguineas betrug 1999 rund 1.085 Dollar. Unter den 26 Provinzen Indonesiens war das Platz vier. Ohne den mit 63 % großen Anteil des Bergbaus am Bruttoinlandsprodukt liegt Westneuguinea unter dem Durchschnitt der indonesischen Provinzen.
Entlang der Inseln Kabra, Misool, Batanta und Waigeo bei der Vogelkophalbinsel befinden sich an den Flussausläufen große Perlzuchtanlagen, die die gesamte Umwelt verschmutzt haben.

### Holzeinschlag
Holzeinschlag ist der Rohstoffsektor mit den größten geographischen Auswirkungen auf Westneuguinea. Die Suharto-Regierung verteilte Holzeinschlaglizenzen unter Geschäftsfreunden, Militärs, hohen Beamten und ihren Familien. Für 130.000 km² (von den 422.000 km² Westneuguineas) sind Konzessionen vergeben. 220.000 km² sind als Nutzgebiet klassifiziert in Abgrenzung zu Schutzgebieten. Größte Firma ist die Djajanti Group zu deren Besitzern Suhartos Cousin Sudwikatomo gehört. Eine weitere große Firma, Barita Pacific Timber wird durch Suhartos Geschäftsfreund Prayogo Pangestu geleitet. Die kleinere Hanurata wird durch die Suharto-Familie kontrolliert.

„Neben Konzernen wie Freeport oder BP herrscht auf Neuguinea die Kettensäge. Die deutsche Marke Stihl ist bekannter als Mercedes, Hitler oder Beckenbauer. Das Heulen der Säge hat den Ruf des Paradiesvogels ersetzt.“

#### Merbau

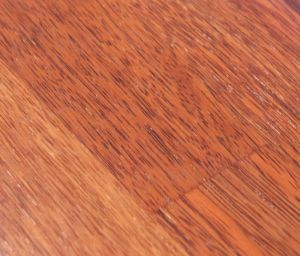
Merbauparkett

Trotz eines Exportverbots seit 2001 ist Westneuguinea die weltgrößte Quelle des äußerst hochwertigen Tropenholzes Merbau (Intsia bijuga), das zu 90 Prozent illegal geschlagen wird. Hauptabnehmer sind China und Japan. Einzig die Unzugänglichkeit des Terrains durch Sümpfe und Zerklüftung sind ein gewisser Schutz, wenn dadurch der Straßenbau für den Holzabtransport zu teuer wird. Die illegale Ausfuhr in den Häfen wird nicht ausreichend überwacht. Das Risiko, erwischt zu werden, ist gering, eine vergleichsweise niedrig ausfallende Strafe noch seltener. 2002 soll Gouverneur Solossa unter Druck von Holzfirmen Exportgenehmigungen für Merbau ausgestellt haben.
Von 1998 bis 2001 erhöhte sich der Merbau-Export von 50.000 m³ auf 660.000 m³. Seit dem offiziellen Exportverbot wird mit Hilfe von korrupten Beamten und Militärs das Holz über Malaysia geschmuggelt. 2005 verließen monatlich etwa 300.000 m³ Merbau das Land. Bei 400 Dollar je Kubikmeter sind das über eine Milliarde Dollar im Jahr. Deutschland verbrauchte 2005 rund 4.500 m³ Merbau vorzugsweise für Holzfußböden. Merbau gehört heute zum Standardsortiment im Parkettangebot deutscher Baumärkte. Die deutsche Tarkett behauptete sogar, FSC-zertifiziertes Merbau im Angebot zu haben, ebenso die Baumarktkette Hellweg Ende 2006. Merbau angeblicher Herkunft aus Malaysia kommt in der Regel aus Westneuguinea. In allen anderen Ländern sind die natürlichen Standorte von Merbau durch exzessiven Abbau schon lange erschöpft. Papua-Neuguineas Export betrug 2004 lediglich 11.000 m³, weniger als der Verbrauch der EU.

#### Biodiversität
Westneuguinea verfügt über ein äußerst breites Spektrum wertvoller aber oft wenig bekannter Baumarten, zum Beispiel Dracontomelum, Araukarien, Kauri-Bäume, Steineiben oder einige Pterocarpus-Arten (auch Padauk und rotes Sandelholz). Beliebte Schmuggel- und Handelsware ist auch das äußerst kostbare, in Indonesien gaharu genannte Adlerholz, ein seltenes Duft- und Räucherholz aus den Tieflandregenwäldern zum Beispiel der Asmat und Mappi, das auf den internationalen Märkten den Goldpreis übertreffen kann.

#### Korruption und Gewalt
Kein Holzeinschlag in Westneuguinea geschieht ohne Beteiligung des Militärs. Offiziere und Kommandeure arbeiten mit der Industrie zusammen, niedere Ränge machen mit anderen inoffiziellen Methoden Geld. Offiziell sind die Soldaten als Sicherheitskräfte stationiert. Firmen bezahlen Bestechungsgelder, damit das Geschäft reibungslos läuft. Lokale Papuas, die protestieren, werden eingeschüchtert, angeklagt, separatistischen Guerilla-Bewegungen wie der OPM anzugehören, bedroht oder getötet. Bei gewalttätigen Ausschreitungen kam es 2001 in Wasior zu einer Reihe von Toten. Ein Gerücht über den unaufgeklärten Mord an dem mit Militärs befreundeten Papua-Führer Theys Eluay behauptet als Ursache eine Rivalität zweier hochrangiger Generäle in Jakarta über Holzeinschlagskonzessionen in Westneuguinea. Kopassus-Einheiten, die Eluays töteten, nutzen Land von Hanurata als Basis. Das Militär der Timika-Region ließ sich von Freeport einen eigenen Hafen bauen, mit dem es ungestört dem Schmuggel nachgehen kann.

### Bodenschätze
Der Erzreichtum der Indonesien und Neuguinea durchziehenden Gebirgskette ist sagenhaft. Mitte der 1990er Jahre überzeugte der größte Betrug im Bergbaugeschäft, die erfundene Behauptung der Firma Bre-X, in dieser Gegend die größten Goldvorkommen der Erde gefunden zu haben, selbst die großen, konservativen Minenkonzerne. Selbst der nie an Bergbau interessierte Suharto-Clan rivalisierte intern heftig um den Fund, enteignete willkürlich Bre-X und zerstörte die international hoch angesehene indonesische Zuverlässigkeit im Bergbaugeschäft.

Freeport

In Westneuguinea ist seit den ersten Tagen der Suharto-Regierung die zu den größten Bergbaukonzernen zählende US-amerikanische Firma Freeport-McMoRan aktiv. Freeport betreibt in einer äußerst entlegenen Region nicht nur die größte Goldmine der Welt und die Kupfermine mit den niedrigsten Förderkosten, Freeport war von Beginn der Suharto-Ära an ein enger Verbündeter und Unterstützer der indonesischen Regierung und gehört seit 1973 zu den zehn nationalen Perlen Indonesiens. Seit den 1990er Jahren ist Freeport der größte Steuerzahler Indonesiens und erbringt mehr als die Hälfte des Bruttoinlandsproduktes Westneuguineas. Freeports Lobbyisten wie der frühere US-Außenminister Henry Kissinger und die US-Indonesische Gesellschaft beeinflussten erfolgreich die US-amerikanische und die indonesische Regierung. Während die 1994 gegründete US-Indonesische Gesellschaft von sich selbst sagt, sie sei eine NGO, ist sie doch von Großkonzernen wie Texaco, Mobile, General Electric, Chevron, American Express und Freeport dominiert. Mitglieder sind aus der indonesischen Elite sowie Botschafter und andere Spitzenbeamte. Laut Denise Leith macht die Gesellschaft eine effektive Lobbyarbeit, um Gefahren zum Beispiel durch Menschenrechtsgruppen und Gewerkschaften abzuwenden.
Nach der Veröffentlichung zahlreicher Menschenrechtsverletzungen durch das die Mine bewachende Militär geriet die Freeport-Mine seit 1995 zunehmend ins Zentrum der Aufmerksamkeit internationaler Menschenrechtsgruppen und wegen gravierender Langzeit-Umweltschädigungen unter besondere Beobachtung von Umweltschützern. Trotz umfangreicher Bemühungen des Konzerns in den letzten Jahren stufte der Norwegische Pensionsfonds 2006 Freeport-Aktien als ethisch nicht vertretbar ein.
Freeport ist eng mit dem indonesischen Militär TNI verbunden, das einerseits die Mine schützt, andererseits selbst reichlich von der Mine profitiert. Freeport liefert umfangreiche materielle und finanzielle Unterstützung und flog Militärs auch zu Kampfeinsätzen gegen lokale Dörfer der Bergpapua. Gelegentlich rivalisieren Militäreinheiten um Freeports großzügige Unterstützung.
Die enge Verbindung des international bedeutenden US-Konzerns mit der indonesischen Regierung und dem Militär, aber auch die Finanzierung der Papuanischen Unabhängigkeitsbewegung führt Denise Leith zu der Schlussfolgerung, dass das Schicksal Papuas untrennbar mit Freeport verbunden ist.
Großabnehmer des papuanischen Kupferkonzentrats ist neben Japan auch die Aurubis AG.

#### Nickel
Auf der zwölf mal acht Kilometer großen Insel Gag im Regierungsbezirk Raja Ampat sind seit den 1950er Jahren reiche Nickelvorkommen bekannt. Nach Voiseys Bay, Kanada, und Goro, Neukaledonien soll es mit 216 Millionen Tonnen das drittgrößte Vorkommen der Welt sein. Indonesien stellte 1999 die Wälder unter Schutz, was Tagebau ausschließt. Die geplante Tiefsee-Entsorgung hat starke Kritik von Umweltschutzverbänden hervorgerufen. Das Firmenkonsortium mit BHP Billiton stoppte 2002 die Erkundungen.

#### Erdgas
In der Berau/Bentuni Bucht an der Vogelkophalbinsel entwickelt BP mit einer Investition von drei Milliarden Dollar das Mammut-Projekt Tangguh zur Förderung von Flüssigerdgas. Ziel sind 7 Millionen Tonnen Jahresproduktion. 2002 förderte Indonesien 23 Millionen Tonnen und stand damit an der Weltspitze. Westneuguinea allein würde dann zum Beispiel die Förderung von Russland bei weitem übertreffen.
Westneuguinea hat geschätzte Reserven an Flüssigerdgas von 480 Millionen Tonnen, davon 280 Millionen Tonnen in der Tangguh-Region.

#### Erdöl
Indonesien produziert ein Prozent der Welt-Erdölförderung, ist aber seit 2004 Netto-Importeur. Die geschätzten Reserven Westneuguineas liegen bei 109 Millionen Barrel. Aktive Öl-Förderverträge haben die staatliche indonesische Pertamina, Petrochina, ConocoPhillips, BP, CNOOC, KNOC, PT Waropen Perkasa. Unter anderem Shell, Amoco, BHP Billiton und Total förderten bereits Öl in Westneuguinea. Die kleine Raffinerie Kasim mit einer Kapazität von 100.000 Barrel/Tag verarbeitete 2004 rund 84.000 Barrel täglich.

### Tourismus
Beliebt sind Tauchausflüge, Vogelbeobachtungen, Reisen zu indigenen Gruppen mit Schweinefesten, Fahrten mit Einbäumen, Dschungeltreks und Bergbesteigungen der über 4000 Meter hohen Gipfel und Gletscher, insbesondere der 4884 Meter hohen Carstensz-Pyramide (Puncak Jaya). Angepriesen werden Reisen zu „Kannibalen“ und „Erstkontakte mit bisher unentdeckten Stämmen“. Die Insel ist Malaria-Gebiet mit hohem Risiko. Erdbeben sind keine Seltenheit.
Neuguinea ist berühmt für seine Schnitzereien. In Westneuguinea sind besonders die Asmat für ihre Kunstfertigkeit bekannt.
Das Reisen in Papua ist streng reglementiert. Touristen benötigen eine polizeiliche Erlaubnis (Surat Jalan), um Ziele im Landesinneren besuchen zu können. Sämtliche Orte der Reise sind genau einzutragen. Reisende sind verpflichtet, sich mit diesem Formular an den Zielorten bei der Polizei zu melden. Kontakte zu lokalen Menschenrechtsgruppen, Vertretern der Unabhängigkeitsbewegung und Studentenbewegungen sind zu vermeiden. Ein Schweizer Ethnologe, der im Jahr 2000 die Morgensternflagge fotografierte, musste im Gefängnis von Jayapura zwölf Tage lang die blutige Folterung anderer Gefangener mitansehen, bei der ein 19-jähriger Student getötet wurde. Als Touristen getarnte Journalisten wurden wiederholt ausgewiesen. Für viele Gebiete gibt es keine Zutrittsgenehmigungen für Ausländer.
Das Hochtal von Wamena wurde in den 1990er Jahren mit nackten und geschmückten Stammeskriegern eine von Indonesiens Hauptattraktionen und eine von Papuas größten Devisenquellen. Als die Einnahmen sanken, verbanden sich Fremdenführer mit Beamten zu einer Art Mafia, die viele Besucher vergraulte.